# Propan
Propan je nasycený uhlovodík, třetí člen homologické řady alkanů. Za normálních podmínek jde o bezbarvý hořlavý plyn bez zápachu, výrazně těžší (1,55krát) než vzduch, dá se však snadno zkapalnit a udržet v kapalném stavu již nepříliš vysokým tlakem. Ve směsi se vzduchem, obsahující 2,1 až 9,5 % propanu, snadno exploduje. Je součástí běžně používané topné směsi uhlovodíků, označované jako propanbutan (viz též butan).

## Příprava
Průmyslově se připravuje frakčním zkapalňováním ropných plynů, odpadajících při rafinaci ropy. Odděluje se také vymražováním při rafinaci zemního plynu před jeho distribucí do rozvodného systému, aby se zabránilo jeho kondenzaci v potrubích.
V laboratoři jej lze připravit řadou způsobů, např. působením jodovodíku na propanol
CH3CH2CH2OH + 2 HI → CH3CH2CH3 + I2 + H2O,
případně redukcí jodpropanu (propyljodidu) zinkem ve vodném prostředí
CH3CH2 CH2I + Zn + H2O → CH3CH2CH3 + Zn++ + I− + OH−.
Jinou možností je redukce acetonu např. zinkem v koncentrované kyselině chlorovodíkové
CH3COCH3 + 2 Zn + 4 HCl → CH3CH2CH3 + 2 ZnCl2 + H2O.
Jinou, málo používanou metodou, je tepelný rozklad kyseliny máselné
CH3CH2CH2COOH → CH3CH2CH3 + CO2.

## Vlastnosti

### Geometrie molekul propanu
U propanu existuje stejně jako u jiných uhlovodíků téměř volná otáčivost kolem vazeb C—C mezi sousedními uhlíky v molekule. V důsledku toho může molekula propanu nabývat různých uspořádání v prostoru. Tyto různé prostorové konfigurace molekul obecně nazýváme konformace a molekulu, mající určitou konformaci, nazýváme konformer. U molekul propanu se mohou nezávisle na sobě měnit dva úhly natočení, zvané torzní úhly a to torzní úhel θ1-2, který svírají roviny C—C—H a H—C—C definované vodíky na sousedních uhlících 1 a 2, a torzní úhel θ2-3 na druhé dvojici sousedních uhlíků. Protože se vodíkové atomy a vzájemně nevázané atomy ve dvojici vodík–uhlík vzájemně odpuzují, je potenciální energie konforméru s θ1-2 = 0° (tzv. „zákrytová“ konformace) vyšší, než v případě hodnoty úhlu θ1-2 = 60° (tzv. nezákrytová konformace) a to o 14 kJ/mol. Podobně tomu je při otáčení kolem druhé vazby C—C. Proto za normální teploty většina molekul propanu (až 99 %) bude mít konformaci blízkou hodnotám obou torzních úhlů θ = 60°, 180° nebo 300° (v rozmezí ±30°), přičemž všech těchto devět konformací bude energeticky rovnocenných (budou i geometricky nerozlišitelné, pokud by jednotlivé vodíky nebyly různými izotopy). Tyto nejstabilnější konformace mají symetrii odpovídající bodové grupě C2v,
Tepelná kinetická energie molekul za normální teploty (20 °C) je 3,7 kJ/mol, tedy srovnatelně velká s energetickou bariérou, bránící volné rotaci kolem vazby C—C. Proto za těchto podmínek jeden konformer spontánně přechází v jiný, přičemž doba, potřebná pro přechod (přetočení) z jedné konformace do druhé, je řádově 10−11 s.[zdroj?]

### Chemické reakce propanu

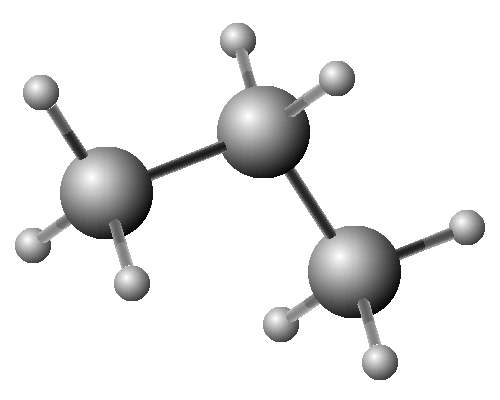
Prostorový model molekuly propanu

S nadbytkem vzduchu (kyslíku) se propan spaluje na vodu a oxid uhličitý
C3H8 + 5 O2 → 3 CO2 + 4 H2O.
Při menším množství kyslíku vzniká místo oxidu uhličitého oxid uhelnatý
2 C3H8 + 7 O2 → 6 CO + 8 H2O,
při jeho nedostatku se propan spaluje pouze na vodu a uhlík (saze)
2 C3H8 + 4 O2 → 6 C + 8 H2O.
Citlivou oxidací může být přeměněn na kyselinu propionovou
2 C3H8 + 3 O2 → 2 CH3CH2COOH + 2 H2O.
Zahříváním na vysokou teplotu kolem 900 °C ve směsi s vodní parou (proces zvaný pyrolýza, anglicky "steam cracking") se z molekuly propanu odštěpuje vodík a vzniká směs nasycených a nenasycených uhlovodíků (alkenů tj. olefinů) a to zejména ethan, ethen (ethylen) a propen (propylen) podle následujícího schématu
Přestože se jedná o hydrokrakování velmi jednoduché molekuly, obsahující pouze tři uhlíkové atomy, je vidět, že možných produktů je značné množství. Je však třeba podotknout, že pouze rekombinační reakce označené ve schématu červenou hvězdičkou jsou významné a přispívají k celkovému výsledku více než 95 %.
Reakcí propanu s chlorem vzniká směs chlorovaných derivátů; v prvním stupni pak směs 1-chlorpropanu (propylchloridu) a 2-chlorpropanu (isopropylchloridu)
CH3CH2CH3 + Cl2 → CH3CH2CH2Cl + HCl
a
CH3CH2CH3 + Cl2 → CH3CHClCH3 + HCl.
Reakce má radikálový řetězový charakter. Je iniciována zahřátím nebo světlem (zejména ultrafialovým) a může probíhat bouřlivě, až explozivně.

### Fyziologické vlastnosti
Při vdechnutí má slabě narkotické účinky. Větší koncentrace ve vzduchu může vést k zadušení, protože díky své vyšší hustotě může vytěsnit vzduch potřebný k dýchání.

## Výskyt v přírodě
Nachází se rozpuštěný v ropě. V menší míře je obsažen v zemním plynu.
Spektroskopicky byl prokázán v atmosféře Saturnova měsíce Titanu.
Je též jednou z molekul nacházejících se v mezihvězdných plynových oblacích.

## Použití
Propan je významnou energetickou surovinou, především ve směsi s dalšími uhlovodíky, butanem, butenem a propenem (včetně jejich izomerů), která se obvykle nazývá propan-butan a používá se zejména v domácnostech a malých provozovnách jako zdroj tepla k vytápění nebo při přípravě teplých jídel (vaření, grilování atp.), též při tepelném zpracování různých materiálů (tavení, svařování, pájení). Obdobná směs uhlovodíků obsahující propan, ale obvykle ve větším zastoupení, se používá jako pohonná látka pro spalovací motory. Ve směsi s butanem může být součástí náplně zapalovačů.
Složení směsi kolísá a závisí na průmyslových normách jednotlivých států. V oblastech s vyšší průměrnou teplotou obvykle obsahuje menší podíl propanu než v oblastech studenějších; obsah propanu kolísá od 25 do 90 %. Například v Česku se může měnit složení směsi v závislosti na roční době.
Především v automobilovém průmyslu je místo označení propan-butan směs obvykle označována zkratkou LPG (ve Francii, Itálii a několika dalších zemích GPL, v Německu též Flüssiggas). Při spalování LPG vznikají nižší emise než použití obvyklého benzinu nebo motorové nafty.
Propan je součástí hnacích plynů v aerosolových rozprašovačích (sprejích), kde nahradil dříve používané freony poškozující ozonovou vrstvu.
Propan se používá také v chladírenství jako ekologické chladivo nepoškozující ozonovou vrstvu, označení R290.

## Historie
Propan poprvé izoloval americký chemik Walter O. Snelling z amerického státního báňského úřadu U. S. Bureau of Mines v roce 1910 jako těkavou součást benzinu.[zdroj?]

## Původ jména
Jméno propan bylo odvozeno od názvu kyseliny propionové, se kterou má stejný počet uhlíkových atomů v molekule.